# 2009-es Roland Garros

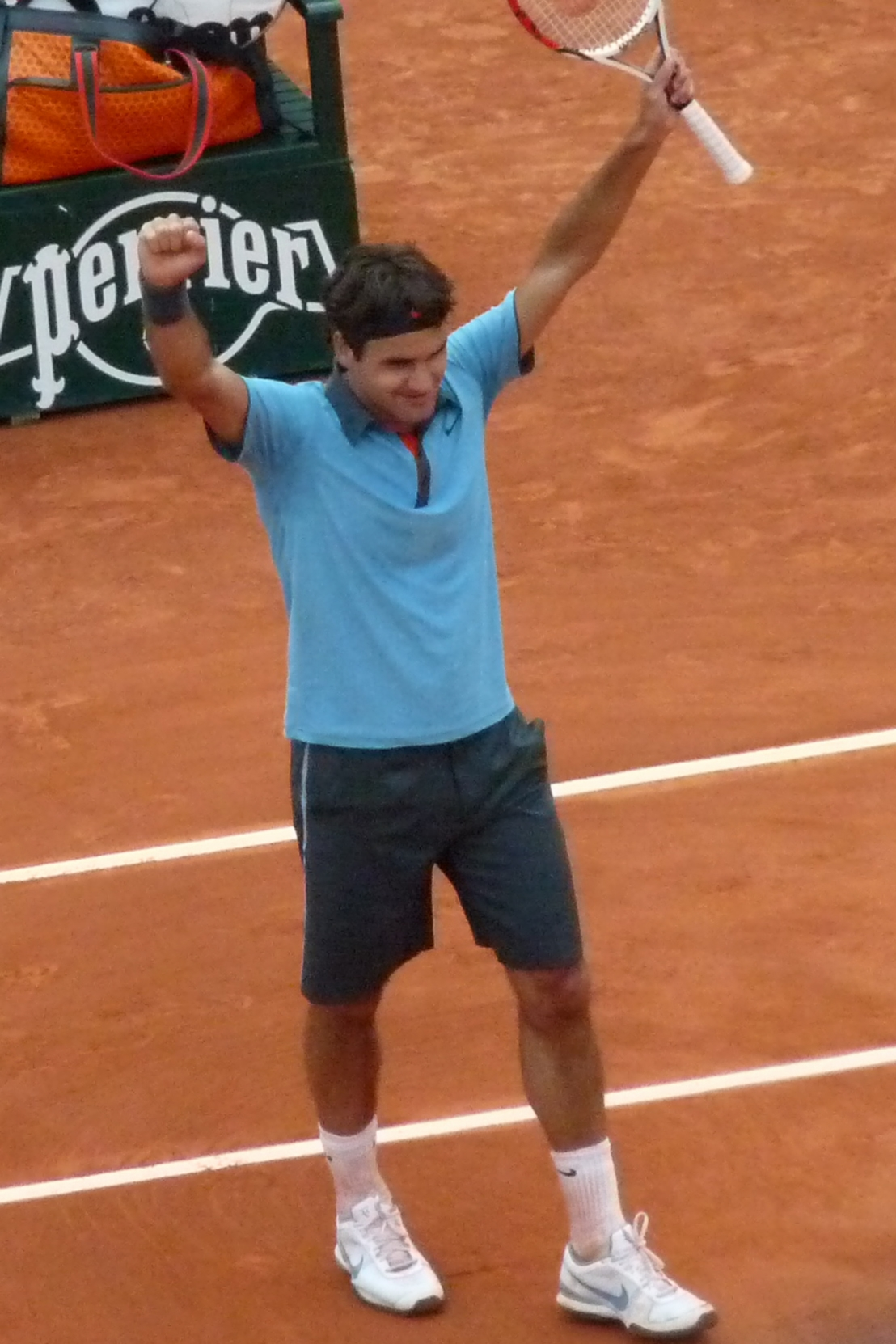
Roger Federer első alkalommal nyerte meg a párizsi tornát

A 2009-es Roland Garros az év második Grand Slam-tornája, a Roland Garros 108. kiadása volt. 2009. május 24. és június 7. között rendezték meg Párizsban.
A férfiak címvédője Rafael Nadal volt, aki az előző négy évben veretlen volt ezen a tornán. A női mezőnyben Ana Ivanović első Grand Slam-győzelmét szerezte itt 2008-ban.
A férfiaknál Roger Federer az első alkalommal Grand Slam-döntőt játszó Robin Söderling legyőzésével nyerte meg a tornát. A női mezőnyben két orosz játékos, Szvetlana Kuznyecova és Gyinara Szafina játszotta a döntőt, végül két sima szettben az előbbi javára dőlt el a mérkőzés.

## Döntők

### Férfi egyes
Roger Federer –  Robin Söderling 6–1, 7–6(1), 6–4

### Női egyes
Szvetlana Kuznyecova –  Gyinara Szafina 6–4, 6–2

### Férfi páros
Lukáš Dlouhý /  Lijendar Pedzs –  Wesley Moodie /  Dick Norman 3–6, 6–3, 6–2

### Női páros
Anabel Medina Garrigues /  Virginia Ruano Pascual –  Viktorija Azaranka /  Jelena Vesznyina 6–1, 6–1

### Vegyes páros
Liezel Huber /  Bob Bryan –  Vania King /  Marcelo Melo 5–7, 7–6(5), [10–7]

## Juniorok

### Fiú egyéni
Daniel Berta –  Gianni Mina, 6–1, 3–6, 6–3

### Lány egyéni
Kristina Mladenovic –  Daria Gavrilova, 6–3, 6–2

### Fiú páros
Marin Draganja /  Dino Marcan –  Guilherme Clezar /  Huang Liang-chi, 6–3, 6–2

### Lány páros
Elena Bogdan /  Noppawan Lertcheewakarn –  Babos Tímea /  Heather Watson, 3–6, 6–3, 10–8